# Geofiti
Geofiti su biljke koje imaju podzemnu stabljiku. Podzemnu stabljiku čine:
- lukovica
- lukovičasti gomolj
- gomolj
- podanak ili rizom

Podzemni dijelovi biljke služe za razmnožavanje ili kao spremište hranjivih tvari. 

### Lukovica
Lukovica ima nedovoljno skraćenu stabljiku na kojoj se nalaze brojne mesnate ljuske koje obuhvaćaju središnji pupoljak i pričvršćene su za osnovicu. Na vrhu skraćene stabljike se nalazi pup iz kojeg će se razviti nadzemna biljka. S donje strane skraćene stabljike nalazi se korijenov vijenac iz kojega će se razviti korijenov sustav. Razmnožavaju se brutom (brut: novonastala mala lukovica). Lukovice imaju: tulipan, zumbul, narcis, divovski luk, ljiljan, visibaba, presličica, procjepak, tritelija itd.

### Lukovičasti gomolj
Lukovičasti gomolj izvana izgleda kao lukovica, no riječ je o debeloj modificiranoj stabljici bez ljuski, na čijem se vrhu nalazi cvjetajući pup. Lukovičasti gomolj se svake godine obnavlja tako što na vrhu oblikuje novi organ za pohranu.
Lukovičasti gomolj imaju: gladiola, šafran, frezija, ranunculus itd.

### Gomolj
Gomolj je stabljika zadebljala nagomilavanjem rezervnih tvari. Homogena masa sastavljena od parenhimskih stanica veoma bogatim hranjivim tvarima. Obloženi su tanjom ili debljom pokožicom, koja može biti gusto ili rijetko dlakava. Listovi na gomolju su veoma sitni doduše gotovo neprimjetni a u pazuhu listića nalaze se blijedožućkasti pupoljci (oka). Iz svakog se oka poslije može razviti novi nadzemni izbojak. Gomolji se oblikom veoma razlikuju tako da mogu biti: valjkasti, jajoliki, kruškoliki i asimetrični. Veličina gomolja seže od samo nekoliko mm do 16 cm. Razmnožava se dijeljenjem. Gomolj imaju: Anemone, Begonia, Cyclamen itd.

### Podanak ili rizom
Rizom je podzemna stabljika neograničena rasta. Služi kao spremnik hranjivih tvari. Izduženog su oblika a mogu biti: tanki, debeli, dugi ili kratki. Sastoji se od članaka koji nastaju u više vegetacijskih razdoblja, rastu vrhom vodoravno ili koso. Listovi su ljuskasti i zakržljali. Razmnožava se dijeljenjem. Rizom imaju: perunika, Canna, Convallaria itd. 

## Upotreba Geofita
- za kamenjare (šumarica, šafran, tulipan, zumbul i dr.)
- ispod ukrasnog grmlja i drveća (šumarica, narcis i dr.)
- travnjaci (narcis, šafran, presličica i dr.)

## Vrijeme sadnje
Ovisno o otpornosti lukovica na zimske temperature dijelimo ih na:
1. Otporne na zimu: nisu osjetljive na niske temperature. Vrijeme za sadnju: od početka rujna do sredine studenog.
(Anemone, Convallaria, Crocus, Galanthus, perunika, Lilium, Muscari, Narcissus, Tulipa).
2. Neotporne na zimu: osjetljive su na niske temperature,podzemni i nadzemni dijelovi stradavaju od zime i mraza. Vrijeme za sadnju: proljeće.
(Begonia tuberhybrida, Canna indica, Dahlia, Freesia, Gladiolus, Ranunculus).